# Novakovec (żupania medzimurska)
Novakovec – wieś w Chorwacji, w żupanii medzimurskiej, w gminie Podturen. W 2011 roku liczyła 800 mieszkańców.